# Michał Franciszek Poremba
Michał Franciszek Poremba (ur. 1818 we Lwowie, zm. 1880 tamże) – drukarz lwowski. 

## Życiorys
Działalność drukarską rozpoczął w 1887 po zakupie zakładu Karola Bogusława Pfaffa. Drukarnia od założenia mieściła się przy Rynku w dawnym pałacu arcybiskupim. Oficyna stopniowo rozwijała i unowocześniała się. M.F. Poremba zainstalował maszynę do szybkiego druku, w 1863 uruchomił prasę litograficzną umożliwiającą odbijanie ilustracji. W 1867 przejął, po śmierci właściciela, drukarnię Józefa Schnaydera, zmieniając nazwę zakładu na Drukarnia Krajowa. Konkurował z przewodzącą na terenie Lwowa oficyną Pillerów, zatrudniając 20 zecerów. W 1876 odstąpił drukarnię na własność swojej wychowanicy Annie Wajdowiczowej pod warunkiem utrzymywania go do śmierci. 
M.F. Poremba zmarł 21 marca 1880. Został pochowany na Cmentarzu Łyczakowskim we Lwowie.
Spod pras zakładu wychodziły czasopisma, między innymi: „Gazeta Narodowa” z lat 1848 i 1870-71 (dwa razy dziennie), „Rocznik Teatralny” z 1852, „Kuźnica” z 1862, „Dziennik Lwowski” od 1870, pierwszy na ziemiach polskich fachowy periodyk drukarski „Czcionka” z 1872. Ponadto zakład tłoczył: kalendarze, druki religijne, literaturę piękną.